# 球界道中記
『球界道中記』（きゅうかいどうちゅうき）は、1990年5月にナムコから稼働されたアーケード用野球ゲーム。1991年にメガドライブ版も発売されている。
同社のゲーム『妖怪道中記』（1987年）との関連性は登場するキャラクター（選手）の造型が同作の主人公・たろすけをベースにしている点にあるが、ストーリー・設定面の関連性は皆無であり、一種のネタゲーに分類される。
ナムコの野球ゲームと言えば『ファミスタシリーズ』（1986年 - ）、アーケードでは『プロ野球ワールドスタジアム』（1988年）が著名であるが、本作はファミスタシリーズとはゲームシステムも異なり別個の作品として扱われている。但し、球団名（実在する球団の変名）の多くやメガドライブ版に隠しチームとしてナムコスターズが登場するなどの共通点は存在する。

## 『ファミスタシリーズ』との関係
先述のように、本作はファミスタシリーズとはゲームシステムも異なり別個の作品として扱われている。
『ナムコ公式ガイドブック ワールドスタジアムEX』（徳間書店）には、ファミスタシリーズの年表が掲載されているが、「メガドライブ版は？」という見出し入り記事において、「『ファミスタ』シリーズそのものは発売されていない」としたうえで、『球界道中記』を紹介している（109ページ）。また、『スーパーファミスタ2のすべて』（JICC出版局）では、「ナムコの野球ゲームであるにもかかわらず、『ファミスタ』とは一線を画す内容となっている」としている（126ページ）。
一方、『完全版ファミスタ大百科』（ケイブンシャの大百科534）では、「球界道中記は、確かにファミスタではないかもしれないが、やはりファミスタシリーズの立派な一員」と説明されている（32ページ）。

## ゲーム内容
7リーグ36球団（ジャパンリーグのみ12球団、他のリーグは各4球団）が登場し、世界各国の球場で試合を行う。ジャパンリーグに登場する球団名は『ファミスタシリーズ』のそれと全く同じであるが、選手名については『ファミスタシリーズ』が平仮名4〜5文字（濁点・半濁点も1文字にカウント）であるのに対し、本作では姓名が平仮名または片仮名で各4文字（濁点・半濁点は1文字にカウントされない）という違いがある。ゲームシステムとしては、DH制はないが、野手にも投手としてのパラメータが設定されているのが特徴。このため、投手に代打を出しても、翌イニングで『ファミスタシリーズ』のようにリリーフ選手選択にならず、そのまま野手を登板させることが出来る。
実在のモデルが存在するジャパン・メリケン以外のリーグに所属している選手は、そのリーグが所在する地域の著名人やその地域にちなんだ名称が付けられている場合が多い。
試合結果は『プロ野球ファミリースタジアム'88』（1988年）のようなスポーツニュース形式でリーグ別にアナウンサー・アシスタントが登場。

## 登場団体

### ジャパンリーグ
日本野球機構（NPB）をモデルにしたリーグ。カッコ内はモデルになった球団。
加盟球団
- ガイアンツ（読売ジャイアンツ）
- スパローズ（ヤクルトスワローズ）
- ホイールズ（横浜大洋ホエールズ）
- ドラサンズ（中日ドラゴンズ）
- カーズ（広島東洋カープ）
- タイタンズ（阪神タイガース）
- バッカルーズ（近鉄バファローズ）
- ブラボーズ（オリックス・ブレーブス）
- ライオネルズ（西武ライオンズ）
- ホーネッツ（福岡ダイエーホークス）
- ファイヤーズ（日本ハムファイターズ）
- オリエンツ（ロッテオリオンズ）

球場
以下の5種類からランダムで選ばれる。カッコ内はモデルになった球場。
- どうむん球場（東京ドーム）
- ろっこう球場（阪神甲子園球場）
- しゃちほこ球場（ナゴヤ球場）
- ほんもく球場（横浜スタジアム）
- たまこ球場（西武ライオンズ球場）

試合結果のアナウンサー・アシスタント
カブキマンがキャスター、ワルキューレがアシスタントを務めている。

### メリケンリーグ
アメリカ大リーグのリーグ・地区別選抜チーム。本作発売当時はアメリカン・ナショナルの両リーグとも現在の3地区制ではなく東西2地区制であった。
加盟球団
- ナシナルイースト（ナショナルリーグ東地区加盟球団所属選手のオールスター）
- ナシナルウエスト（ナショナルリーグ西地区加盟球団所属選手のオールスター）
- メリケンイースト（アメリカンリーグ東地区加盟球団所属選手のオールスター）
- メリケンウエスト（アメリカンリーグ西地区加盟球団所属選手のオールスター）

球場
メリケン球場
内外野とも天然芝の球場。外野席はレフト側・ライト側とも3層構造になっている。

試合結果のアナウンサー・アシスタント
手を広げやれやれのポーズを取る男性アナウンサー、マリリン・モンローをイメージした女性アシスタント。

### シーナリーグ
中国をイメージしたリーグ。選手が全員、人民服を着て弁髪。
加盟球団
- ペキンズ　（シコーデー・コーシロ・シューオンマイ等、中国の著名人で統一）
- シャンハイズ
- ハルビンズ（三国志の武将で統一。）
- チューカーズ（中華料理で統一。ただし、日本でポピュラーな物ばかり。）

球場
シーナ球場
天安門がスコアボードで、外野スタンドが万里の長城の球場。

試合結果のアナウンサー・アシスタント
巻物を読み上げる老人男性のアナウンサー、曲芸をする女性アシスタント。

### オロシアリーグ
ロシアをイメージしたリーグ。選手が全員、防寒着で全身を固めている。
加盟球団
- モスコーズ（ゴルンバチョフ・ガーガーリン・レーニンコフ等、ロシアの著名人で統一。）
- レニングラーズ（サクゴエフ、ゼッコーチョフ、マモルノスキー等、野球＋ロシアっぽい名前の選手で統一。）
- ウラジオストクス
- バイカルズ（テュラテュララ・カチューシャ等、ロシア民謡で統一。）

球場
オロシア球場
全て氷の球場。滑りやすい。

試合結果のアナウンサー・アシスタント
酔っぱらった陽気な男性アナウンサー、楽器を鳴らす女性アシスタント。

### ゲーマンリーグ
ドイツをイメージしたリーグ。選手が全員、軍服を着ている。
加盟球団
- ベルリンズ（ベントーベベン・アインスタイン等、ドイツの著名人で統一。）
- ミュンヘンズ（ビールの銘柄で統一。『ケリンラガァ』、『チンタオ』等、ドイツ以外のビールも含まれている。）
- マルクス（ドイツの地名で統一。（当時の）ドイツの通貨マルクから。）
- ブレーメンズ（ナガグツネコ・ナナヒキコヤギ・ブレメンガクタイ等、グリム童話の登場人物で統一。）

球場
ゲーマン球場
スコアボードの下部は神殿風、上部に馬の銅像が乗っている。

試合結果のアナウンサー・アシスタント
アドルフ・ヒトラーのような男性アナウンサー、SM嬢の様な恰好をした女性アシスタント。

### アービアンリーグ
アフリカ大陸をイメージしたリーグ。選手が全員、アバを着用している。
加盟球団
- ツタンカーメンズ（クリオパートラ・ピタリゴラス・ツターンカーメン等、アフリカ大陸の著名人で統一。）
- キリマンジャロス（珈琲で統一。）
- カラハリーズ（スフィンクス等、架空の生物・魔物で統一。長打力が異常に高い。）
- サハラーズ（アフリカ大陸の砂漠で統一。）

球場
アービアン球場
砂漠の球場で、後方にはピラミッドがある。野手の足が遅くなり、打球も転がりにくい。

試合結果のアナウンサー・アシスタント
蛇使いの様な男性アナウンサー、クレオパトラの様な女性アシスタント。

### フンババリーグ
南太平洋上にある未開の陸地をイメージしたリーグ。選手は上半身裸に腰簑、鼻に骨のピアスという出で立ちである。
加盟球団
- クビカリーズ
- カマユデーズ（野生動物で統一。）
- ニカウズ
- カワハギーズ

球場
フンババ球場
森に囲まれた球場。観客席には動物がいる。

試合結果のアナウンサー・アシスタント
ふくよかな黒人女性がアナウンサー、子供をあやしている男性がアシスタント。

## 移植版

### 一覧
| No. | タイトル   | 発売日        | 対応機種     | 開発元 | 発売元 | メディア                | 型式    | 備考 |
| --- | ---------- | ------------- | ------------ | ------ | ------ | ----------------------- | ------- | ---- |
| 1   | 球界道中記 | 1991年7月12日 | メガドライブ | ナムコ | ナムコ | 4メガビットロムカセット | T-14103 |      |

### メガドライブ版
アーケード版からチームを再編成し、日本の12球団とアメリカ大リーグの26球団（当時）をモデルにした4リーグ（AリーグとNリーグは各2ブロック）に。ツアーモードでは、これらの全球団と総当たりで対戦して優勝を目指す。
また、隠しチームとしてナムコスターズ等3球団が登場。合計41球団は1ゲーム中に収録されている球団数としては極めて多い部類に入る。なお、選手名はアーケード版と異なり姓名を区別しない平仮名または片仮名5文字（濁点・半濁点も1文字にカウント）となり、ファミスタシリーズに近い命名パターンになっている。
隠しチーム
Zチーム
「ゼウス」「アポロン」「ヘルメス」などギリシア神話の神々にちなんだ選手が所属しているチーム。投手陣は「ヘラ」「アテナ」「ヘスティア」等、女神の名前で統一。このチームのみ、投手のグラフィックが女性っぽいたろすけになっている。
Vチーム
「ビシュヌ」「シバァ」「インドラ」などインド神話の神々にちなんだ選手が所属しているチーム。スタメン選手と投手陣の長打力と肩が異様に高く、投手は左右の変化球は無いが、速球とフォークが強い。
Nチーム（ナムコスターズ）
ファミスタシリーズではお馴染みのナムコキャラクターで構成されるチーム。たろすけは5番・キャッチャーで登場。

球場
ドームンスタジアム
唯一の人工芝グラウンド。東京ドームがモデルだが、センターが128mと広くなっている。
ろっこうスタジアム
甲子園がモデル。内野は土・外野は天然芝で、一番オーソドックスな球場。
メリケンスタジアム
内外野とも天然芝。両翼100m・センター135mと極めて広大なグラウンドを誇る。
オロシアスタジアム
グラウンドが凍結しており、守備の際に滑りやすい。
アビアンスタジアム
グラウンドが砂のためボールがバウンドせず、守備の際に移動が鈍る。
シップスタジアム
巨大な船の甲板上にグラウンドがあり、センター135mに対して両翼が79mと狭い。

## 評価
メガドライブ版
- ゲーム誌『ファミコン通信』の「クロスレビュー」では合計26点（満40点）となっている[2]。

- ゲーム誌『メガドライブFAN』の読者投票による「ゲーム通信簿」での評価は下の通りとなっており、20.79点（満30点）となっている[1]。また、同雑誌1993年7月号特別付録の「メガドライブ&ゲームギア オールカタログ'93」では、「フォークボールをチェンジアップとして扱うなど、独特の感覚を随所に取り入れている」とゲーム性に関して肯定的なコメントで紹介されている[1]。

| 項目 | キャラクタ | 音楽 | 操作性 | 熱中度 | お買得度 | オリジナリティ | 総合  |
| 得点 | 3.76       | 3.30 | 3.45   | 3.63   | 3.42     | 3.23           | 20.79 |

- ゲーム本『メガドライブ大全』（2004年、太田出版）は、「砂漠では打球が転がらず、氷のスタジアムではすべりまくる。ところが、ゲームの部分がしっかりできてるので、破綻なし」、「ダッシュキャッチやジャンプなどの操作もできてテクニックを極められる、やりこみ系。傑作」とゲーム性やギミックに関して肯定的な評価を下している[3]。